# Тервел (град)
Тервел (буг. Тервел) град је у Републици Бугарској, у североисточном делу земље, седиште истоимене општине Тервел у оквиру Добричке области.

## Географија
Положај: Тервел се налази у североисточном делу Бугарске. Од престонице Софије град је удаљен 440 km источно, а од обласног средишта, Добрича град је удаљен 40 km западно.
Рељеф: Област Тервела се налази на бугарској делу Добруџе. Град се налази у средишњој брежуљкастој области, на приближно 200 m надморске висине.
Клима: Клима у Тервелу је континентална.
Воде: Тервел је смештен у области без већих водотока.

## Историја
Област Тервела је првобитно било насељено Трачанима, а после њих овом облашћу владају стари Рим и Византија. Јужни Словени ово подручеје насељавају у 7. веку. Од 9. века до 1373. године област је била у саставу средњовековне Бугарске.
Крајем 14. века област Тервела је пала под власт Османлија, који владају облашћу 5 векова. Град се тада назива Кас'мкјој.
Године 1878. град је постао део савремене бугарске државе. Насеље постоје убрзо средиште окупљања за села у околини, са више јавних установа и трговиштем. Између два светска рата Тервел је био у саставу Румуније.

## Становништво
По проценама из 2010. године Тервел је имао око 7.000 становника. Огромна већина градског становништва су етнички Бугари. Остатак су махом Турци и Роми. Последњих деценија број становника у граду опада.
Претежан вероисповест месног становништва је православље, а мањинска ислам.